# (3079) Schiller
(3079) Schiller (2578 P-L) – planetoida z pasa głównego asteroid okrążająca Słońce w ciągu 4,41 lat w średniej odległości 2,69 j.a. Odkryta 24 września 1960 roku.